# Muzeum Wiedzy o Środowisku w Poznaniu
Muzeum Wiedzy o Środowisku w Poznaniu – jednostka Instytutu Środowiska Rolniczego i Leśnego PAN w Poznaniu, zlokalizowana przy ul. Bukowskiej 19. Wejście z terenu Starego ZOO. Wstęp bezpłatny.

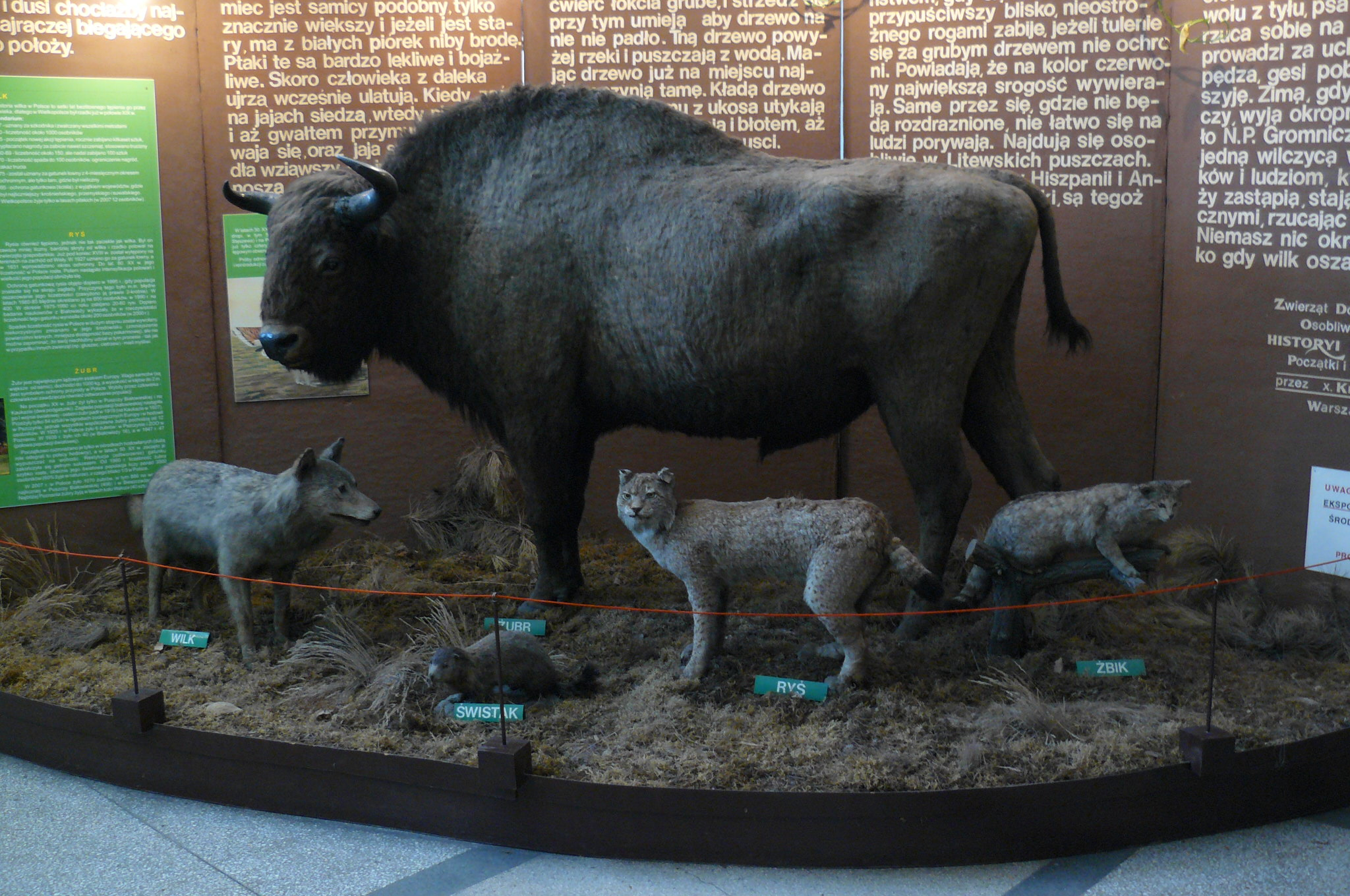
Fragment kolekcji

## Historia obiektu
Instytut funkcjonuje w zabytkowym budynku dawnej piwiarni, pochodzącym z 1908, którego projektantem był autor wielu poznańskich kamienic – Paul Pitt (sięgnął w tym wypadku do wzorców berlińskich). 10 lutego 1917 odbyło się tu publiczne zebranie Stowarzyszenia Zjednoczonych Konserwatystów (1200 osób z całej Prowincji Poznańskiej, głównie Niemców). Mimo że omawiano powołanie przez cesarzy pruskiego i austriackiego Królestwa Polskiego, to zadeklarowano, że Poznańskie powinno pozostać na zawsze związane z Prusami. W 1918 obiekt przeszedł na własność miasta. W latach 1921–1924 budynek służył celom wystawienniczym (swoje prace demonstrowała tu Grupa Artystów Plastyków Świt). Rozbudowa nastąpiła około 1928. Muzeum Przyrodnicze (oddział Muzeum Wielkopolskiego) ulokowano tu w 1925. Po zniszczeniach II wojny światowej placówkę szybko wyremontowano i udostępniono zwiedzającym 23 października 1945, do czego przyczynił się w największej mierze dyrektor ogrodu – Wiesław Rakowski. Początkowo dostępna była tylko jedna sala, która nie była w stanie pomieścić całości zbiorów.

## O kolekcji
Kolekcja obejmuje przede wszystkim wypchane zwierzęta polskie, ustawione według zaaranżowanych ekosystemów, w dużych, oszklonych gablotach. Obecnie sam sposób prezentacji zbiorów jest interesującym przykładem ekspozycji muzealnej 2. połowy XX wieku.